# Famille von Tettau
La famille von Tettau est une famille noble toujours florissante qui a une origine commune avec les comtes Kinsky von Wchinitz und Tettau. Elle est originaire de Bohême et a acquis des possessions en Prusse et dans le Vogtland .

## Origine
Les couleurs des armoiries rouge et argent indiquent les origines franconiennes de la famille, qui se répand dans toute l'Europe centrale via la Silésie et la Bohême. Du mariage d'Albrecht Tettauers von Tettau et Kinsky avec Eliska Wanczuriana de Rzehnicz (tchèque : Eliška Vančurová z Řehnic) naît deux fils, Hans et Erhard. Alors que Hans von Tettau auf Sandlack, Sißlack, Dublien bei Rastenbourg et Schönbruch et ses descendants possèdent de vastes terres en Prusse, les descendants de son frère Erhard sont basés dans le Vogtland. Avec son épouse Dorothea von Waldsen (Waldstein ?), il engendre les deux fils Apel, qui achète les domaines de Syrau et Kauschwitz, et Anselm von Tettau sur Ober- et Unterlosa, Planschwitz (de), Bösenbrunn et Mechelgrün (de). Wilhelm, le plus jeune fils d'Apel von Tettau, acquis au milieu du XVe siècle, la seigneurie de Schwarzenberg dans les monts Métallifères, qui reste la propriété de la famille jusqu'à sa vente au prince-électeur de Saxe Jean-Frédéric Ier en 1533.

## Armes

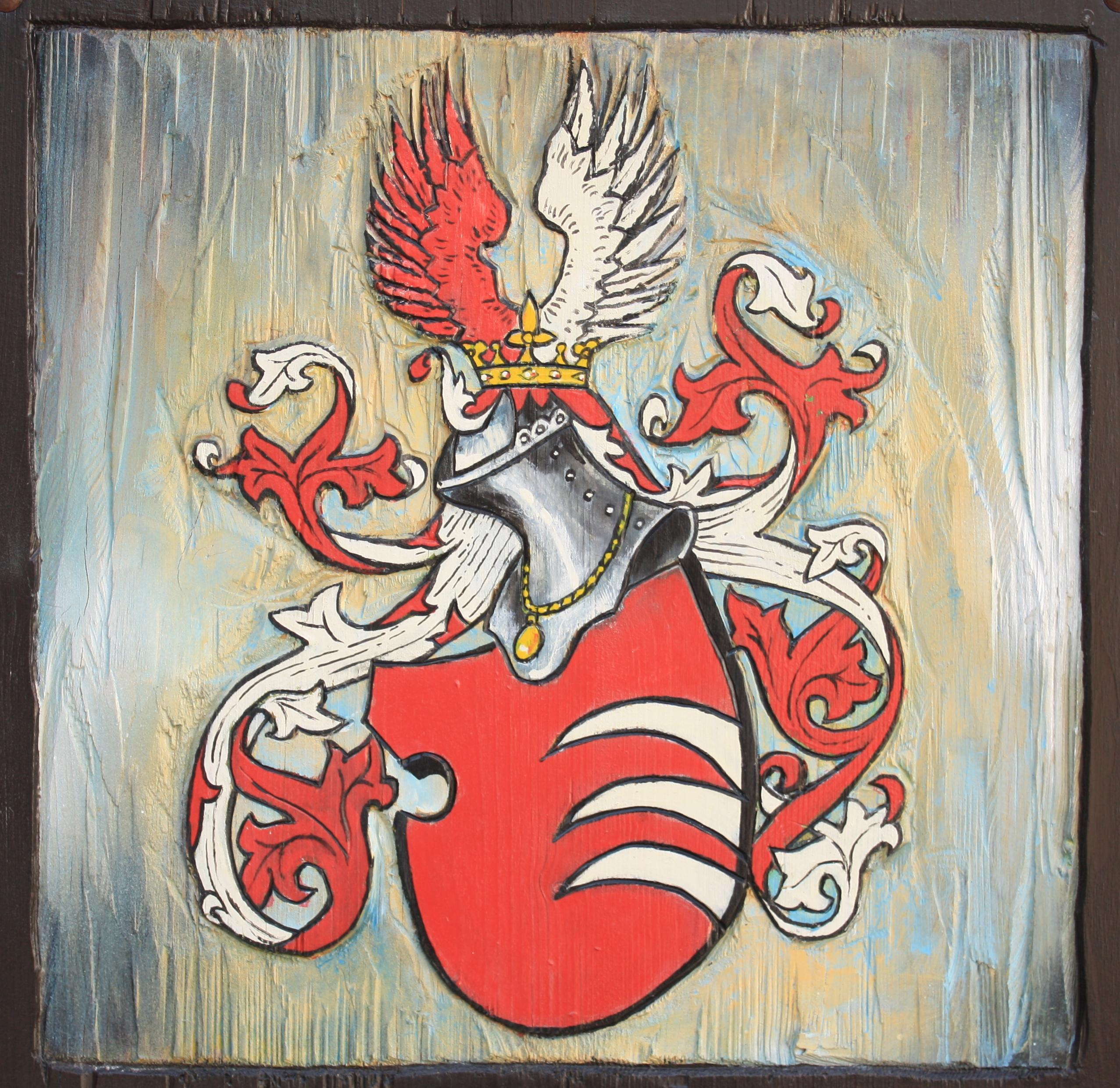
Armoiries des Tettau

Les armoiries sont divisées en rouge et argent avec trois pics. Depuis la fin du XVIe siècle, il présente trois dents de loup en argent rouges qui s'incurvent vers le bas à partir du bord gauche de l'écu. Sur le casque aux lambrequins rouges et argentées se trouve un vol d'aigle ouvert, rouge à droite et argenté à gauche.
Une légende familiale décrit ainsi la création des armoiries : au début du Xe siècle, le jeune noble bohème Hynko von Tettau participe à une chasse au loup à Posen et sauve une princesse des attaques des loups en lui coupant la tête d'un seul coup. La princesse lui donne alors le titre de chevalier et lui ordonne d'avoir trois dents de loup dans un champ rouge comme blason.

## Personnalités
- Karl Tettauer von Tettau, 1594, commandeur de l'ordre souverain de Malte au château de Mailberg (de) en Basse-Autriche
- Hans Eberhard von Tettau (de) (1585-1653), conseiller privé brandebourgeois-prussien
- Georg Abel von Tettau (de) (1618-1677), conseiller privé brandebourgeois-prussien
- Hans Dietrich von Tettau (de) (1620-1687), conseiller privé brandebourgeois-prussien
- Julius Ernst von Tettau (de) (1644-1711), général Feldzeugmeister
- Johann Georg von Tettau (de) (1650-1713), lieutenant général prussien
- Dietrich von Tettau (de) (1654-1730), ministre prussien secret du Budget et de la Guerre
- Friedrich von Tettau (de) (1664-1748), conseiller privé prussien
- Daniel von Tettau (de) (1670-1709), général de division prussien
- Abel Friedrich von Tettau (de) (1688-1761), lieutenant général russe et commandant en chef d'Arkhangelsk[5]
- Carl Dietrich von Tettau (1690-1770), conseiller prussien des impôts, des terres, de la guerre et du domaine[6]
- Ernst Dietrich von Tettau (de) (1716-1766), ministre prussien du Budget et de la Guerre
- Carl Ernst Alexander von Tettau (1776-1831), conseiller du gouvernement prussien[6]
- Wilhelm von Tettau (de) (1804-1894), avocat, conseiller du gouvernement et historien
- Alfred von Tettau (1810-1893), propriétaire du fidéicommis et député du Reichstag
- Otto von Tettau (de) (1868-1946), lieutenant général allemand
- Wilhelm von Tettau (de) (1872-1929), architecte allemand
- Georg von Tettau (de) (1837-1930), agriculteur allemand et président du parlement provincial
- Hans von Tettau (de) (1888-1956), général d'infanterie allemand